# Salichowo
Salichowo (baschkirisch Сәлих, russisch Салихово) ist ein Dorf (selo) in Baschkortostan (Russland) mit 252 Einwohnern (Stand 2010). Es liegt im Alkinski selsowet.

## Geographie
Der Ort liegt im Tschischminski rajon, 25 Kilometer vom Verwaltungssitz des Rajons, Tschischmy, entfernt. Das Verwaltungszentrum des Selsowets, Usytamak, liegt in 9 Kilometern Abstand von Salichowo. Urasbachty ist die nächstgelegene Ortschaft.

## Bevölkerung
Im Jahr 2010 lebten 252 Menschen im Dorf, die meisten davon (94 %) Tataren.
| Jahr | Einwohner |
| ---- | --------- |
| 2002 | 282       |
| 2009 | 282       |
| 2010 | 252       |